# Rhaebobates
Genre
Rhaebobates est un genre d'araignées aranéomorphes de la famille des Thomisidae.

## Distribution
Les espèces de ce genre sont endémiques de Nouvelle-Guinée.

## Liste des espèces
Selon World Spider Catalog (version 18.0, 22/02/2017) :
- Rhaebobates latifrons Kulczyński, 1911
- Rhaebobates lituratus Thorell, 1881

## Publication originale
- Thorell, 1881 : Studi sui Ragni Malesi e Papuani. III. Ragni dell'Austro Malesia e del Capo York, conservati nel Museo civico di storia naturale di Genova. Annali del Museo Civico di Storia Naturale di Genova, vol. 17, p. 1-727 (texte intégral).